# Queens-Midtown Tunnel
Le Queens-Midtown Tunnel (parfois simplement dénommé le Midtown Tunnel) est un tunnel  autoroutier à péage situé dans New York. Il passe sous l'East River et relie l'arrondissement de Queens (sur l'île de Long Island) au quartier de Midtown dans l'arrondissement de Manhattan, assurant la liaison entre la route Interstate 495, la voie express de Long Island, avec le carrefour de la 34e et de la 42e rue.

## Histoire

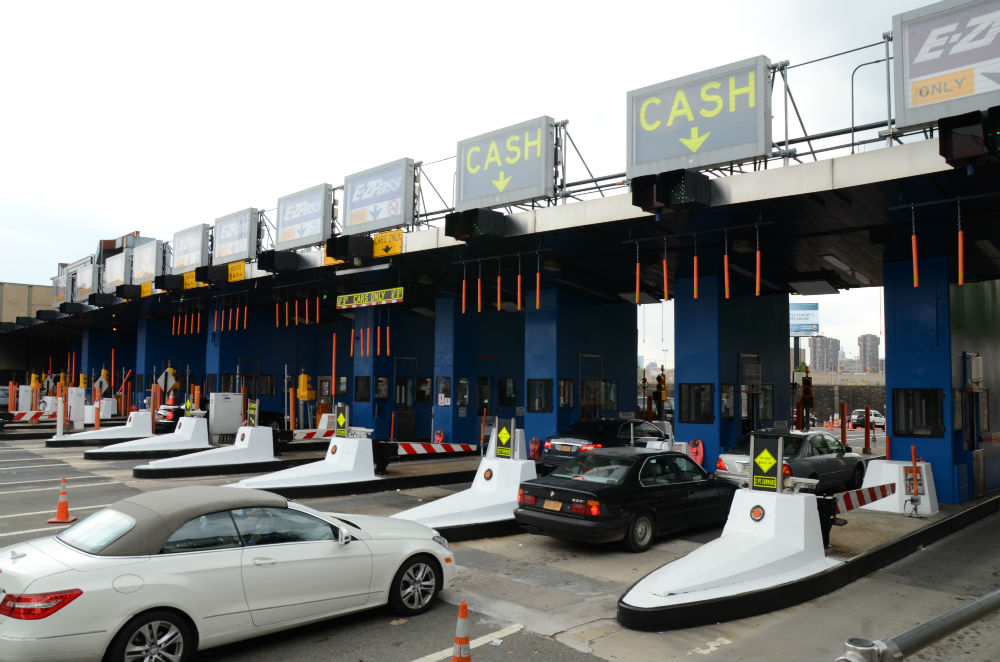
péage du tunnel

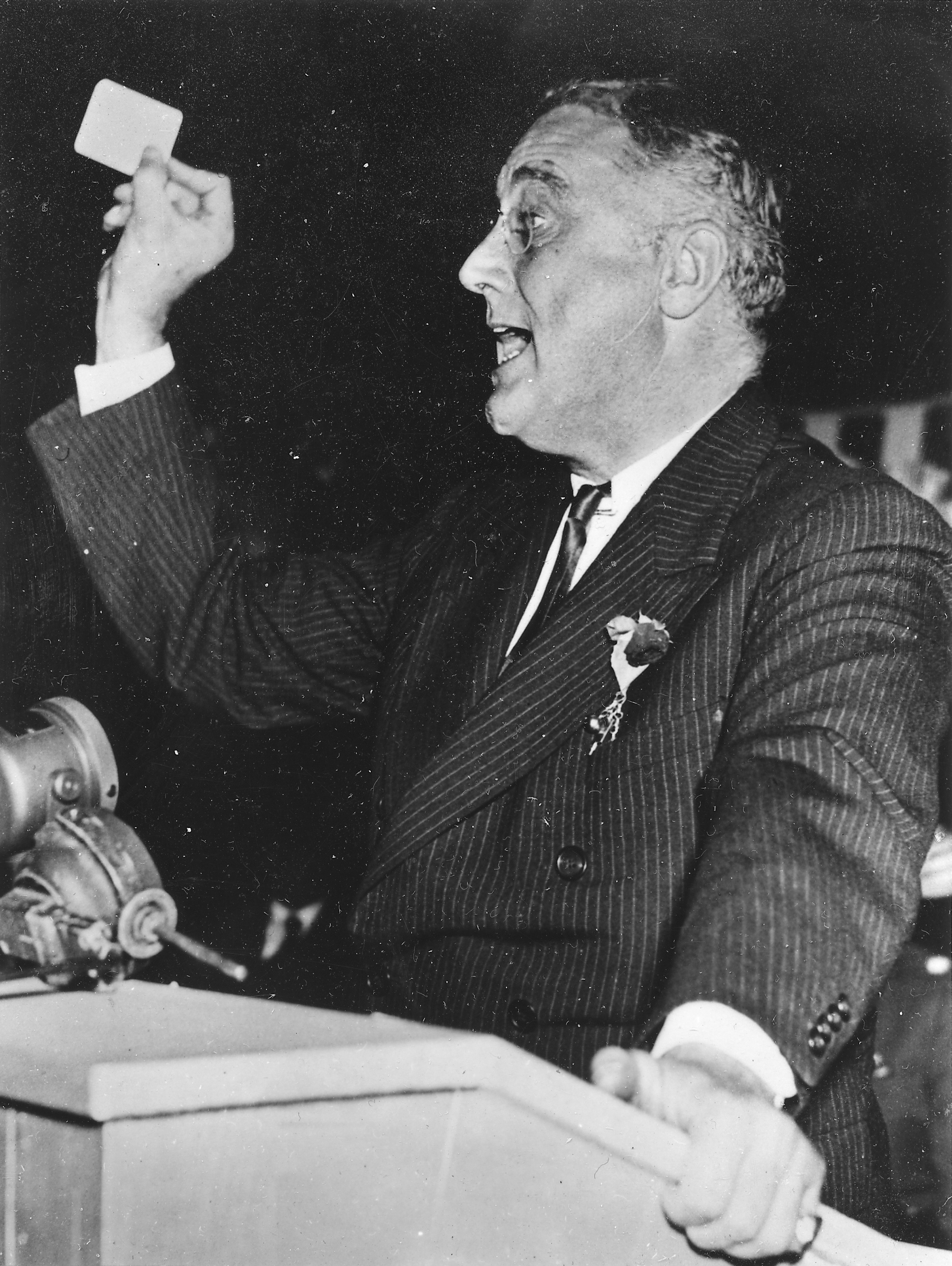
Franklin D. Roosevelt à la cérémonie d'ouverture des travaux le 2 octobre 1936

Conçu par Ole Singstad, il fut ouvert à la circulation le 15 novembre 1940. Le tunnel d'une longueur de 6 414 m consiste en deux tubes parallèles contenant quatre voies.
Quand la planification débuta, un pont était vivement souhaité par certains partisans et en particulier par Robert Moses, qui se refusaient à une augmentation des coûts d'un tunnel et le fait qu'il ne pourrait être terminé à temps pour la foire internationale de New York 1939-1940. Le président de la municipalité de Manhattan Samuel Levy en particulier était un partisan fervent d'un pont à 6 voies. Le Commissioner (responsable) de la New York City Tunnel Authority, William Friedman rejeta l'alternative du premier coup.
Le tunnel est la propriété de la ville de New York et il est exploité par le MTA Bridges and Tunnels, une entité faisant partie de la Metropolitan Transportation Authority.

## Lignes de bus
Le tunnel sert à  23 lignes de bus express de la ville de New York ; 20 de ces lignes utilisent le tunnel pour desservir les banlieues ouest seulement. Toutes fonctionnent dans le cadre du MTA Regional Bus Operations et de la New York City Transit Authority. Toutes ces lignes, sauf les BM5, QM7, QM8, QM11 et QM25, n'utilisent le tunnel que vers l'ouest. (la plupart des lignes utilisent le Pont de Queensboro pour les trajets vers l'Est.)

## Dans la culture populaire
En 1997 dans une scène du film Men in Black, Tommy Lee Jones et Will Smith circulent avec leur Ford LTD Crown Victoria à l'envers sur le plafond du tunnel.
Depuis 1981, le tunnel est fermé à la circulation pendant quelques heures la nuit au printemps, pour permettre la "promenade des animaux" annuelle du Ringling Bros. and Barnum & Bailey Circus. Plusieurs nuits avant, le cirque s'installe au Madison Square Garden. Les  éléphants marchent dans Manhattan et descendent la 34e rue dans Manhattan jusqu'à l’Aréna. Alors que cet évènement est une tradition annuelle très attendue pour certains, elle attire depuis quelques années des organisations protestant contre le traitement fait aux animaux dans les cirques,.